# Prix Maurice et Gisèle Gauchez-Philippot
Pour les articles homonymes, voir Gauchez et Philippot.
Le Prix Maurice et Gisèle Gauchez-Philippot, est un prix de littérature décerné chaque année par la province de Hainaut et récompensant le travail d’un auteur (belge ou étranger) s'exprimant en langue française. Il a été créé en 1977 pour répondre au vœu exprimé par l’écrivain Maurice Gauchez (Chimay 1884-Saint-Gilles 1957) et confirmé par dispositions testamentaires de son épouse, née Gisèle Philippot.
Le jury comporte des personnalités du Hainaut : Michel Joiret, Françoise Houdart, Jean-Marie Horremans, Jacques Lefèbvre, Éric Piette, Pierre-Jean Foulon, ainsi que le dernier lauréat.
Ce prix annuel d'un montant de 620 euros est décerné depuis 1994 par la Ville de Chimay, l'Association Maurice et Gisèle Gauchez-Philippot et la Direction générale des Affaires culturelles de la Province de Hainaut (DGAC) et sa section Littérature. Il récompense alternativement un recueil de poèmes et un roman ou recueil de nouvelles (la catégorie " essai", lors de modifications apportées au règlement en 1983, a été supprimée).
Il doit s'agir d'une œuvre déjà publiée (pas de manuscrit).
Il est un des prix du Hainaut.

## Lauréats
Citons, parmi d'autres :
- 1979 : Max Vilain pour son essai Pour saluer L'Homme qui rit, La Dryade, 1978.
- 1980 : Anne-Marie Derèse pour son recueil de poèmes Nue sous un manteau de paroles, Maison internationale de la poésie, 1980.
- 1981 : Anne-Marie Carlier pour son livre Impressions, Ed. Dieu-Brichart, 1981.
- 1983 : Pierre-Jean Foulon pour son recueil de poèmes L'ombre des aulnes, Le Spantole, 1984.
- 1984 : Roger Cantraine pour son recueil de nouvelles Pièges, La renaissance du livre, 1986.
- 1987 : Gaspard Hons pour son recueil de poèmes Mémoire peinte, Rougerie, 1985.
- 1989 : Françoise Houdart pour son recueil de poèmes Arythmies, Alliance Française, 1989.
- 1990 : Michel Joiret pour son roman La différence, Le Pré-aux-Sources, 1990.
- 1991 : Carl Norac pour son recueil de poèmes Le maintien du désordre, Caractères, 1990.
- 1992 : Gaëlle Rivage pour son récit Vie privée, Editions du Cerisier, 1991.
- 1993 : Yves Namur pour son recueil de poèmes Fragments de l'inachevée, Eperonniers, 1992.
- 1994 : Patrick Virelles pour son roman Peau de vélin, Belfond, 1993.
- 1995 : Philippe Mathy pour son recueil de poèmes Monter au monde, Rougerie, 1993.
- 1996 : Amélie Nothomb pour son roman Les Catilinaires, Albin Michel, 1995.
- 1997 : Françoise Lison-Leroy pour son recueil de poèmes Terre en douce, L'Arbre à Paroles, Amay, 1995. coll. Traverses .
- 1998 : Jacques Lefèbvre pour son roman  Comme un veilleur…, Luce Wilquin, 1997.
- 1999 : Philippe Cantraine pour son recueil de poèmes Gagner du champ sur la nuit, Caractères, 1998 .
- 2000 : Françoise Pirart, pour son roman La grinche, Éditions Pré-aux-Sources/Bernard Gilson, 1999.
- 2001 : Jean-Luc Wauthier, pour son recueil de poèmes La soif et l’oubli, L'Âge d'Homme, 1999.
- 2002 : Jean-Claude Bologne, pour son roman  Requiem pour un ange tombé du nid, Fayard, 2001.
- 2003 : Véronique Wautier pour son recueil de poèmes Douce la densité du bleu, L’Arbre à Paroles, 2002.
- 2005 : Lucien Noullez pour son recueil de poèmes Escarpe et Contrescarpe, Trois Rivière-Ecrits des Forges et Echternach -PHI, 2003.
- 2006 : Colette Nys-Mazure pour son recueil de nouvelles  Sans y toucher, La Renaissance du Livre, 2004 et Labor, 2005.
- 2007 : Paul André pour son recueil de poèmes  D'Ambleteuse et d'elle au plus près Esperluète, 2004).
- 2008 : Marie-Agnès Hoffmans-Gosset pour son roman Le Relevé des Pas, éd. Memory Press, 2006.
- 2009 : Éric Brogniet  pour son recueil de poèmes Ce fragile aujourd'hui, Le Taillis Pré, 2007.
- 2010 : Corinne Hoex pour son roman Ma robe n'est pas froissée, Les Impressions Nouvelles, 2008.
- 2011 : Jack Kéguenne pour son recueil de poèmes Ordre d'apparaître, éd. aesth, 2010.
- 2012 : Daniel Simon pour son recueil de nouvelles Ne trouves-tu pas que le temps change?, Le Cri, 2011.
- 2013 : Éric Piette pour son recueil de poèmes Voz, Le Taillis Pré, 2011.
- 2014 : Jasna Šamić pour son roman Portrait de Balthasar, M.E.O., 2013.
- 2015 : Philippe Leuckx pour son recueil de poèmes Lumière nomade, M.E.O., 2014.
- 2016 : Luc Baba pour Elephant Island, Belfond, 2016.
- 2017 : Werner Lambersy pour son recueil de poèmes La Chute de la Grande Roue, Le Castor Astral, 2017.
- 2018 : Daniel Charneux pour son roman Si près de l'aurore, Luce Wilquin, 2018[1].
- 2019 : Francesco Pittau pour son recueil de poèmes La quincaille des jours, Les Carnets du Dessert de Lune, 2018.
- 2020 : Tristan Alleman pour son recueil de nouvelles Fugitives[2], paru aux éditions Traverse, 2018.
- 2021 : Louis Adran pour son recueil de poèmes Nu l'été sous les fleurs précédé de Traquée comme jardin, paru aux éditions Cheyne, 2021.